# Wielica zaczepka
Wielica zaczepka, garbatka zaczepka (Peridea anceps) – gatunek motyla z rodziny garbatkowatych. Zamieszkuje Palearktykę, od Półwyspu Iberyjskiego i Afryki Północnej po Rosyjski Daleki Wschód. Gąsienice żerują na dębach, rzadko na bukach i brzozach. Osobniki dorosłe są aktywne nocą.

## Taksonomia
Gatunek ten opisany został po raz pierwszy w 1781 roku przez Johanna A.E. Goeze pod nazwą Phalaena anceps. Później klasyfikowany była w rodzaju Notodonta. Następnie wyznaczony został gatunkiem typowym rodzaju Peridea, wprowadzonego w 1819 roku przez Jamesa Francisa Stephensa.

## Morfologia
Motyl o krępym ciele i rozpiętości skrzydeł sięgającej od 50 do 68 mm. Głowa jest zaopatrzona w niecałkowicie owłosione oczy złożone, krótkie głaszczki i uwstecznioną ssawkę, natomiast pozbawiona jest przyoczek. Czułki osiągają ⅓ długości przedniego skrzydła i wykazują znaczny dymorfizm płciowy w budowie, będąc obustronnie grzebykowanymi u samca, zaś piłkowanymi lub ząbkowanymi u samicy. Owłosienie krótkiego i szerokiego tułowia jest gęste, ale nie formuje czuba pośrodku grzbietu. Skrzydło przedniej pary osiąga od 23 do 33 mm długości, ma wydłużony wierzchołek, skośną krawędź zewnętrzną i ząb na krawędzi tylnej. Barwa tła tego skrzydła jest zielonkawoszara z oliwkowym odcieniem, zaś strzępiny szarobrązowa. Na jego wzór składa się szereg pociągłych, brunatnych plamek wzdłuż brzegu zewnętrznego, wąskie i ząbkowane przepaski tejże barwy oraz ciemnobrązowa żyłka poprzeczna w jasnym polu środkowym. Dość małe, owalne skrzydło tylne ma tło białawe, żółtawobiałe lub szarobiałe z wyraźnie ciemniejszym, szarobrunatnym przodem, na którym to widnieje cienka, biaława linia. Odnóża są silnie owłosione, te tylnej pary mają dwie pary ostróg na goleniach. Duży odwłok ma cylindryczny kształt i gęste, szarobrunatne owłosienie.
Jaja mają kształt półkulisty. Nie są przykrywane łuskami z odwłoka samicy. Są w większości brudnobiałe z nieprzezroczystym, opalizującym chorionem, z wiekiem ciemniejące. Powierzchnia chorionu podzielona jest wąskimi żeberkami na komórki o włóknistym dnie. Mikropylowa część powierzchni nie jest wyraźnie odgraniczona od części pozostałej, a na rozetkę mikropylową składa się od 14 do 16 komórek.

## Ekologia i występowanie

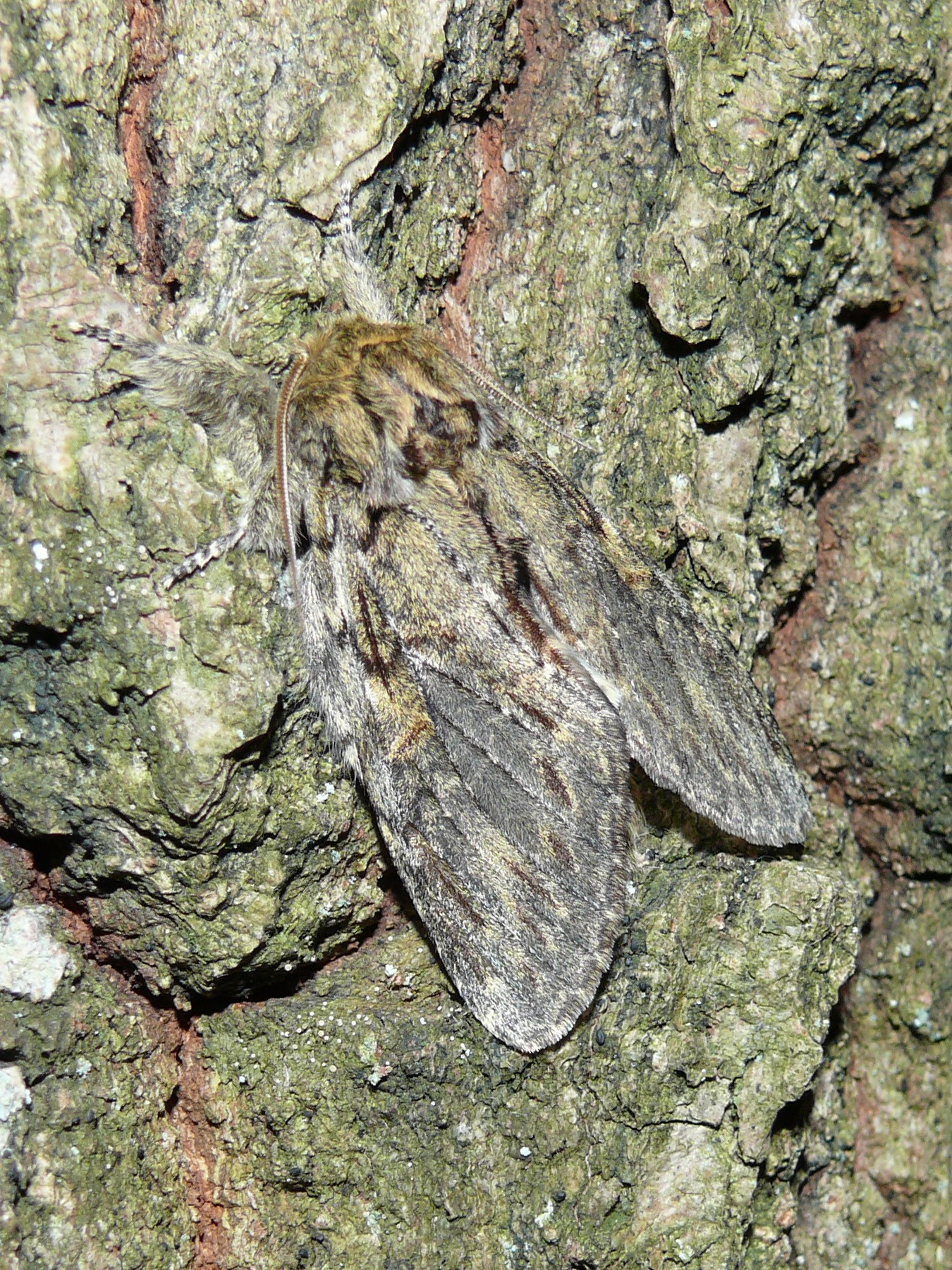
Imago zamaskowane na korze

Owad ten zasiedla lasy liściaste i mieszane oraz parki, zawsze z udziałem drzewostanów dębowych. Gąsienice są foliofagami żerującymi na liściach dębów, a rzadko buków i brzóz. Preferują niskie drzewka. Owady dorosłe nie pobierają pokarmu i są aktywne nocą. Przylatują do sztucznych źródeł światła.
Motyle latają od końca kwietnia do maja. Okres żerowania gąsienic trwa od maja do sierpnia. Wyrośnięta gąsienica schodzi na glebę i tam konstruuje oprzęd, w którym następuje przepoczwarczenie. Zimowanie w stadium poczwarki może się odbywać dwukrotnie.
Gatunek palearktyczny. W Europie znany jest z Portugalii, Hiszpanii, Andory, Wielkiej Brytanii, Francji, Belgii, Luksemburgu, Holandii, Niemiec, Szwajcarii, Liechtensteinu, Austrii, Włoch, Danii, Szwecji, Norwegii, Finlandii, Estonii, Łotwy, Litwy, Polski, Czech, Słowacji, Węgier, Białorusi, Ukrainy, Rumunii, Mołdawii, Bułgarii, Słowenii, Chorwacji, Bośni i Hercegowiny, Serbii, Czarnogóry, Albanii, Macedonii Północnej oraz europejskich części Rosji i Turcji. Poza tym podawany jest z Afryki Północnej, Azji Mniejszej, Zakaukazia, Syberii i Dalekiego Wschodu Rosji. W Polsce spotykany jest stosunkowo rzadko, ale na terenie całego kraju.